# Claude Neuschwander
Pour les articles homonymes, voir Neuschwander.
Claude Neuschwander est un entrepreneur français né le 30 novembre 1933 à Paris et mort le 28 août 2023 à Montpellier,, qui fut notamment patron de Lip lors de la tentative de redressement de l'entreprise en 1974.

## Carrière
Diplômé de l'École centrale en 1959, Claude Neuschwander travaille d'abord comme pigiste à l'Express où il collabore avec Françoise Giroud, puis devient en 1961 chef de publicité chez Publicis, où il s'occupe notamment de Lip, et dont il devient ensuite secrétaire général.
L'épisode le plus marquant de la carrière professionnelle de Claude Neuschwander est son passage à la tête de Lip. À l'initiative notamment d'Antoine Riboud et de Michel Rocard, il est chargé en 1974 de redresser l'usine horlogère de Besançon, qui avait été occupée par les salariés. Mais il est désavoué par Riboud deux ans plus tard, lorsqu'il s'avère que la reprise de Lip, pourtant viable[réf. nécessaire], est refusée par le gouvernement.  
En 1976, Claude Neuschwander crée Ten, son propre cabinet de consultants spécialisé dans le développement économique et l'aménagement du territoire, sous forme de société coopérative de production (Scop). Il rejoint ensuite la Fnac dont il devient secrétaire général puis directeur général en 1980. Il continue par la suite à créer divers organismes de conseil, dont en 2003 l’Agence de notation des villes, métropoles et territoires.

## Engagement militant
Doté d'une forte sensibilité de gauche, Claude Neuschwander s'engage à 20 ans à l'Unef, puis adhère à la CFDT, rejoint le PSU, et adhère au PS au lendemain de son renvoi de Lip. Il soutient Ségolène Royal lors de la campagne présidentielle en 2007.

## Ouvrages
- 1959 - L'École centrale des Arts et Manufactures (préface de J. Fougerolle), Casablanca
- 1975 - Patron, mais..., Le Seuil
- 1981 - L'Économie et les emplois, Syros
- 1985 - C'est dur d'être de gauche..., Syros (ouvrage collectif, sous le pseudonyme J. Mitoyen)
- 1986 - La Communication dans tous ses états, Syros
- 1991 - L'Acteur et le changement : essai sur les réseaux, Le Seuil
- 1993 - LIP, vingt ans après : propos sur le chômage, Syros
- 1997 - Le Libéralisme contre la démocratie, Syros
- 1999 - Politiquement libre, Syros - La Découverte
- 1999 - Entretiens avec Claude Neuschwander, par Michel Charzat
- 2002 - La République des villes, publié par la DATAR (éd. de l’Aube)
- 2011 - Une vie de militance(s), coédité par Yves Michel et les éditions ADELS

### Filmographie
- L'Été des Lip, téléfilm, Olivier Pouponneau et Jean Vautrin, France Télévision, Jade Productions 2011
- Les Lip, l'imagination au pouvoir, documentaire, Christian Rouaud, 2007.